# Раголи
Раголи (итал. Ragoli) — коммуна в Италии, располагается в провинции Тренто области Трентино-Альто-Адидже.
Население составляет 790 человек (2008 г.), плотность населения составляет 12 чел./км². Занимает площадь 64 км². Почтовый индекс — 38070. Телефонный код — 0465.
Покровителем коммуны почитается святой Фаустин из Брешии, празднование 15 февраля.

## Демография
Динамика населения:

## Города-побратимы
- Taliándörögd, Венгрия (2005)

## Администрация коммуны
- Официальный сайт: https://web.archive.org/web/20081123023253/http://www.comune.ragoli.tn.it/